# Norra Tunitjärnen
Norra Tunitjärnen är en sjö i Malung-Sälens kommun i Dalarna och ingår i Dalälvens huvudavrinningsområde.